# Alexis V de Trébizonde
Pour l'empereur byzantin, voir Alexis V Doukas Murzuphle.
Alexis V de Trébizonde ou Alexis V Grand Comnène, né en 1454 et mort le 1er novembre 1463, est empereur de Trébizonde pendant quelques heures le 22 avril 1458.

## Biographie
Alexis Grand Comnène naît en 1454 ou 1455. Il est fait despote (équivalent du titre de César dans l’ancien Empire romain) dès sa naissance et succède à son père à l’âge de  trois ou quatre ans le 22 avril 1458 à la mort de celui-ci. Immédiatement après la mort de son père, il est détrôné par son oncle David.
Le nouvel empereur David II laisse la vie sauve au jeune Alexis. Le 15 août 1461, l’empire de Trébizonde est définitivement conquis par le sultan ottoman Mehmet II mais Alexis, comme les autres membres de la famille impériale, est laissé vivant.
Toutefois en 1463, son oncle est accusé de complot contre l’État et est condamné à mort. Alexis est décapité et son corps jeté dans la nature le 1er novembre 1463. Sa tante Hélène Cantacuzène, qui a survécu, l’enterre en secret avec le reste de sa famille.